# Toto XIV
Vous lisez un « bon article » labellisé en 2016.
Albums de Toto
Falling in Between Live
(2007) 40 Trips Around the Sun
(2018)
Singles
1. Running out of time
2. Burn
3. Holy war
4. 21st Century Blues
5. Orphan
6. Unknown Soldier
7. The little things
8. Chinatown
9. All the tears that shine
10. Fortune
11. Great expectations

Toto XIV est le quatorzième album studio de Toto, sorti le 20 mars 2015 en Europe et le 24 mars 2015 aux États-Unis sous le label Frontiers Records. (numéroté quatorzième en comptant l'album Past To Present qui contient quatre titres inédits comme l'explique Steve Lukather en décembre 2014). Il fait suite à Falling in Between, paru en 2006. Produit par le groupe et C. J. Vanston, l'album marque le retour de Joseph Williams au chant, Steve Porcaro aux claviers et David Hungate à la basse. Steve Lukather et David Paich complètent la formation à la guitare et au piano. Simon Phillips choisit d'arrêter sa carrière avec Toto, qui recrute Keith Carlock à la batterie pour le remplacer. Le groupe s'entoure également de musiciens de talent comme le percussionniste Lenny Castro et le bassiste Leland Sklar.
L'enregistrement a lieu aux Treehouse Studios et Capitol Studios de Los Angeles entre décembre 2013 et novembre 2014 et se fait dans un contexte particulier, puisqu'à la suite d'une erreur de management, le groupe est contraint de sortir un disque sous peine d'être poursuivi en justice par son label Frontiers Records. Par ailleurs, Toto revient après quatre années de tournées en soutien au bassiste Mike Porcaro, atteint d'une sclérose latérale amyotrophique, diagnostiquée en 2006. Ce dernier meurt le 15 mars 2015, quelques jours avant la sortie de Toto XIV.
Trois singles précèdent la sortie de l'album, Orphan, Holy War et Burn. Toto XIV est plutôt bien accueilli par la critique et constitue le plus gros succès commercial du groupe depuis 1988 et la sortie de The Seventh One. Il atteint notamment la deuxième place des charts aux Pays-Bas et la troisième en Suisse. Toto confirme sa réussite avec une tournée internationale aux États-Unis, en Europe et au Japon, planifiée sur deux ans.

## Genèse

### Contexte

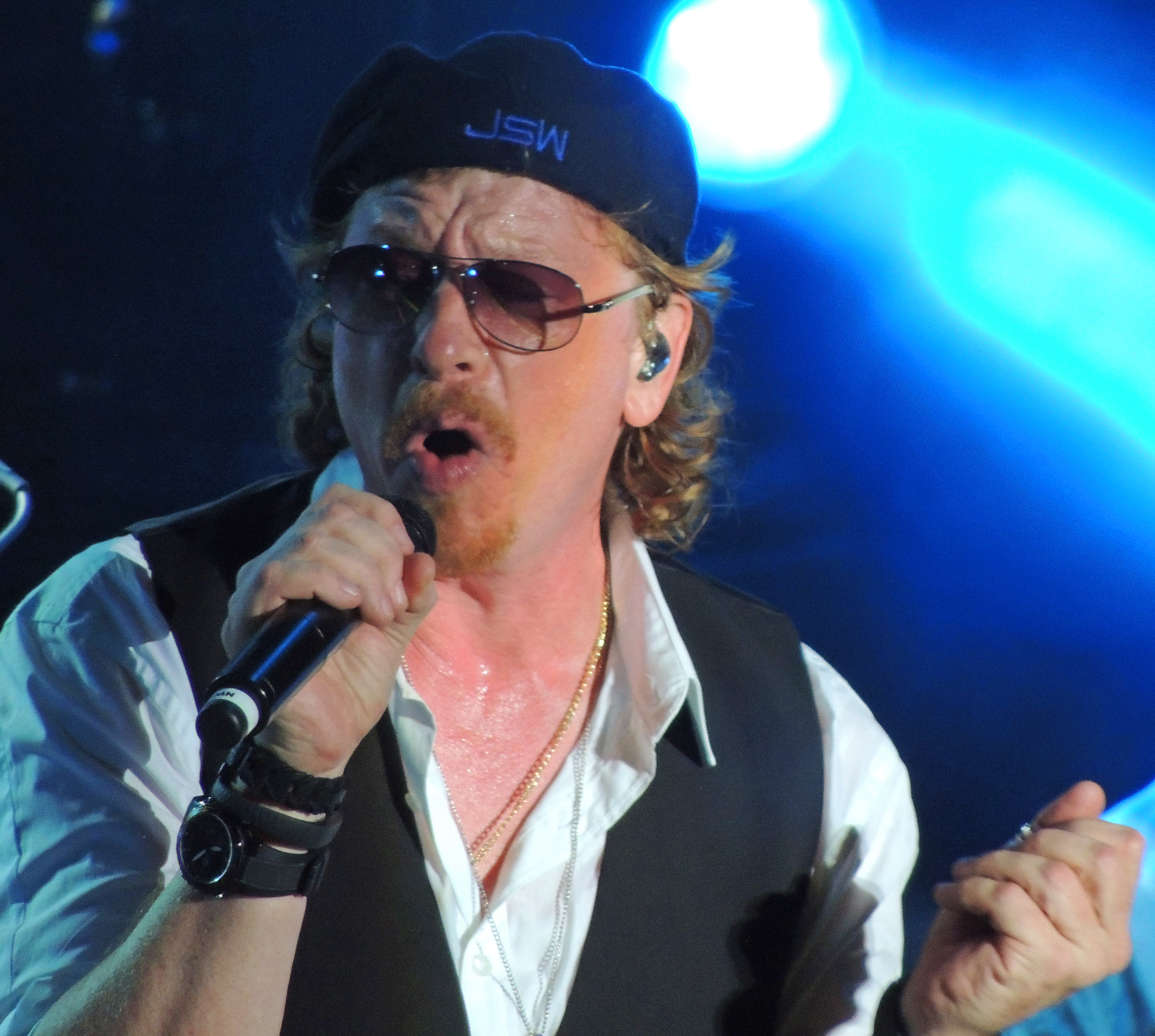
Toto XIV marque le retour de Joseph Williams en tant que chanteur principal.

En février 2006, Toto publie son douzième (compté treizième) album studio, intitulé Falling in Between. Le groupe entame une tournée internationale durant laquelle le bassiste Mike Porcaro doit être remplacé par Leland Sklar à la suite d'une blessure à la main. Le claviériste David Paich souhaite quant à lui rester auprès de sa sœur malade,. Tout en restant membre à part entière du groupe, il est remplacé sur scène par Greg Phillinganes, d'abord occasionnellement dès 2003, puis systématiquement à partir de 2005. En juin 2008, malgré le succès du Falling in Between Tour et la sortie du troisième album live de Toto, Falling in Between Live, Steve Lukather annonce la dissolution du groupe, expliquant souffrir des départs successifs de Paich et Porcaro. 
En 2010, la santé de Mike Porcaro se dégrade et sa maladie est annoncée au grand public : il souffre d'une sclérose latérale amyotrophique (appelée également SLA ou Maladie de Charcot), diagnostiquée en 2006. David Paich contacte alors Steve Lukather et lui propose de reformer le groupe pour une tournée estivale, dans le but de soutenir son bassiste. Le guitariste accepte à la seule condition de réintégrer Joseph Williams au chant et Steve Porcaro aux seconds claviers. Simon Phillips vient compléter la formation à la batterie. Le chanteur Bobby Kimball est quant à lui renvoyé du groupe. Comme bassiste remplaçant, Toto choisit Nathan East, connu pour ses collaborations avec de nombreux artistes émérites tels qu'Eric Clapton, Joe Satriani ou encore Babyface.
Après quatre ans de tournées, Simon Phillips quitte la formation pour se consacrer à ses projets personnels ; il est remplacé par Keith Carlock. De même, Nathan East cède sa place de bassiste à David Hungate, qui souhaite terminer sa carrière musicale avec Toto. Un DVD live est enregistré durant la tournée en Pologne le 28 avril 2014 et paraît sous le titre 35th Anniversary Live in Poland. Initialement cet enregistrement public et son DVD devaient être tournés au Zénith de Paris mais, des mouvements de grèves aériennes ont contraint l'organisation de différer les captations plus tard dans la tournée, d'où le choix de la Pologne. 
Le projet de nouvel album vient d'un malentendu juridique entre le groupe et la maison de disque Frontiers Records. En effet, lorsque Toto enregistre Falling in Between en 2006, leur contrat stipule qu'un autre album studio doit suivre. Or, quand le groupe reprend ses activités en 2010, leur management omet de leur signaler cette clause, qui n'est découverte qu'à la sortie de 35th Anniversary in Poland. Toto annonce son entrée en studio pour l'enregistrement d'un nouvel opus, ce qui leur permet d'éviter un procès de la part du label tout en satisfaisant leur envie de sortir un nouveau disque.

### Enregistrement et production

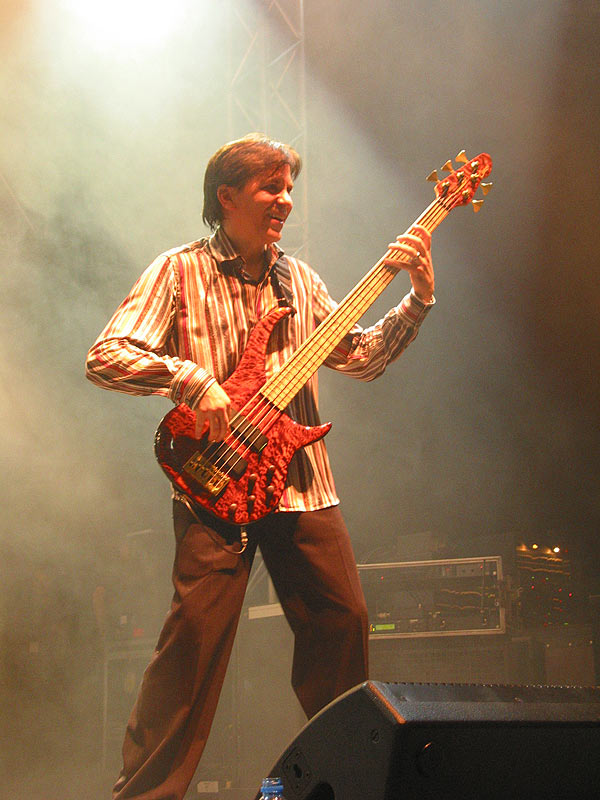
Le bassiste Mike Porcaro meurt quelques jours avant la sortie de l'album.

En novembre 2013, David Paich, Joseph Williams et Steve Lukather se réunissent pour partager leurs premières idées d'écriture et de composition du nouvel album. Pour son entrée en studio, le groupe se compose de Steve Lukather à la guitare, Joseph Williams au chant, Keith Carlock à la batterie, David Paich et Steve Porcaro aux claviers et David Hungate à la basse. Toto fait par ailleurs appel à des musiciens comme Lenny Castro aux percussions ou Leland Sklar comme second bassiste. D'autres musiciens se joignent à eux : Martin Tillman au violoncelle, Tom Scott au saxophone, Tim Lefebvre et Tal Wilkenfeld à la basse, ainsi que cinq choristes. En décembre 2013, Toto investit les Treehouse Studios à Hollywood. Le groupe choisit de produire son œuvre en collaboration avec C. J. Vanston, un ami de Steve Lukather qui a travaillé sur les deux derniers albums de ce dernier. Le guitariste justifie le choix d'un second producteur : « je savais que nous aurions besoin d'un intermédiaire coproducteur pour nous aider à rester ciblés » et ajoute que C. J. Vanston est « quelqu'un qui pourrait réellement apporter quelque chose à notre projet ».
Les planifications des phases d'enregistrement se déroulent dans de bonnes conditions, malgré le calendrier chargé de chaque musicien. En effet, Steve Lukather précise que « c'était difficile d'avoir tout le monde dans la même pièce en même temps ». Au sujet de l'entente entre les différents membres du groupe, le guitariste déclare : « Bien sûr qu'on s'accroche et qu'on se hurle parfois dessus. Mais cela finit toujours par des rires et des accolades ». C. J. Vanston est quant à lui honoré de sa collaboration avec Toto, et conscient de travailler avec un groupe expérimenté et soudé. Le producteur utilise le logiciel de musique assistée par ordinateur Logic Pro, un « outil formidable pour les musiciens » qu'il préfère à Pro Tools. Le travail d'écriture et de composition se fait d'un côté au studio entre Steve Lukather, Joseph Williams et David Paich et Steve Porcaro de l'autre, qui travaille en dehors du studio.
Les phases d'enregistrement débutent avec quelques démos apportées par les membres du groupe aux Treehouse Studios. Elles se composent en majorité d'un groove de batterie accompagné d'un air au clavier, suivi de quelques accords de guitare. Après l'écoute des démos, le groupe travaille sur l'« idée vocale » puis la construction du morceau. Puis, les musiciens incorporent les guitares, le piano, les synthétiseurs, et terminent par la batterie et les ajustements de la basse. Les parties de batterie sont enregistrées aux Capitol Studios à Los Angeles. Par ailleurs, le groupe effectue un important travail de mixage audio, notamment pour le titre Great Expectations, qui comporte de nombreuses sections, mais prend le temps de se reposer entre chaque phase d'enregistrement. Celui-ci se termine le 11 novembre 2014 et le mastering a lieu au cours des deux jours suivants.

## Caractéristiques artistiques

### Liste des chansons
| 1.    | Running Out of Time           | Steve Lukather, David Paich, Joseph Williams | Joseph Williams                   | 4:06 |
| 2.    | Burn                          | Williams, Paich                              | Williams                          | 4:56 |
| 3.    | Holy War                      | Lukather, CJ Vanston, Williams               | Williams et Steve Lukather        | 5:24 |
| 4.    | 21st Century Blues            | Lukather, CJ Vanston                         | Lukather                          | 6:08 |
| 5.    | Orphan                        | Paich, Williams, Lukather                    | Williams                          | 3:55 |
| 6.    | Unknown Soldier (For Jeffrey) | Paich, Lukather                              | Lukather                          | 5:06 |
| 7.    | The Little Things             | Steve Porcaro, Allee Willis                  | Steve Porcaro                     | 4:34 |
| 8.    | Chinatown                     | Paich, Michael Sherwood                      | David Paich, Williams et Lukather | 5:07 |
| 9.    | All the Tears That Shine      | Paich, Michael Sherwood                      | Paich & Lukather                  | 5:09 |
| 10.   | Fortune                       | Williams                                     | Williams                          | 4:46 |
| 11.   | Great Expectations            | Paich, Williams, Lukather                    | Paich, Williams & Lukather        | 6:48 |
| 55:59 |                               |                                              |                                   |      |

| 12. | Bend | Steve Porcaro, Michael Sherwood | Porcaro | 2:48 |

### Musique et paroles

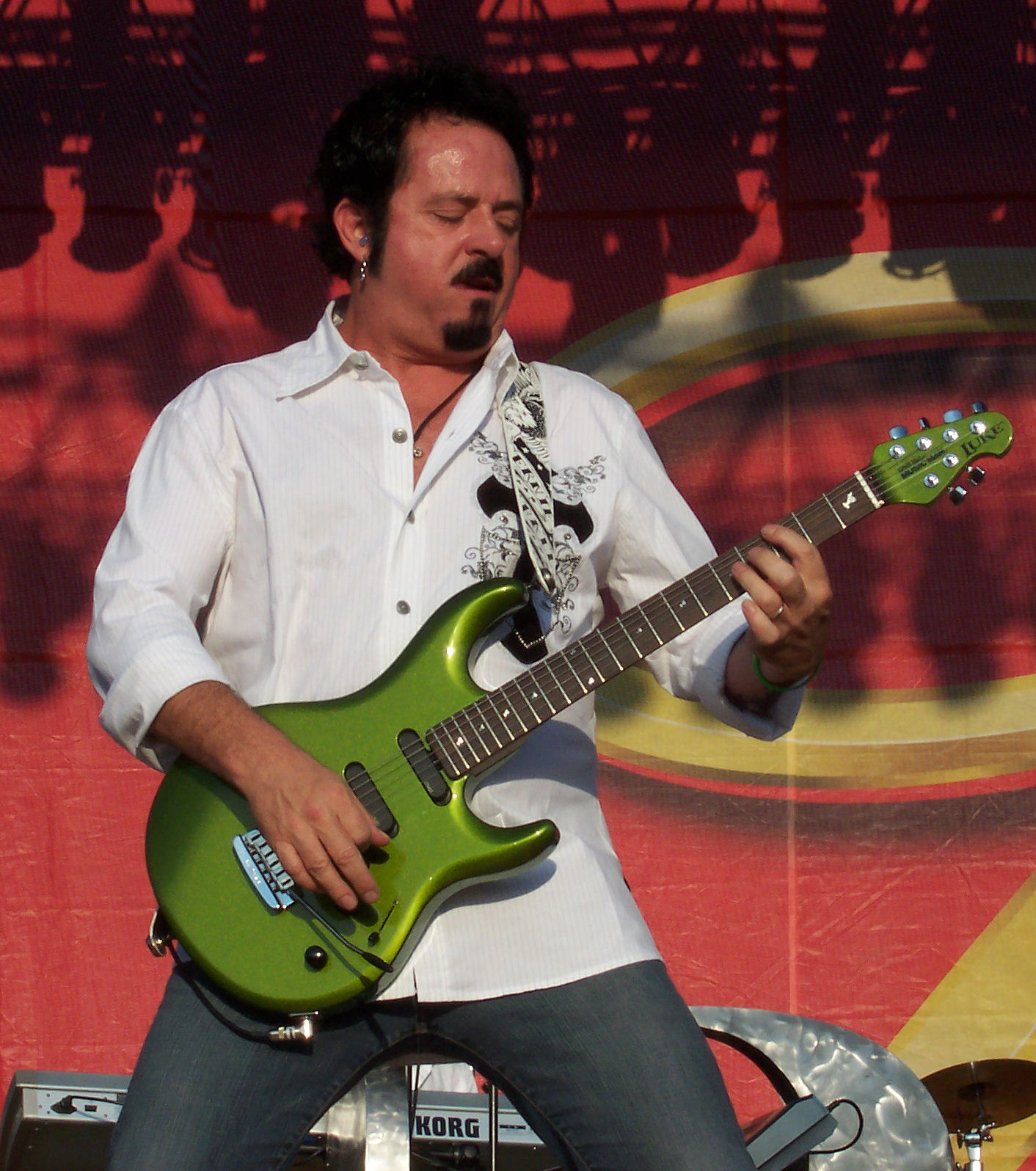
Les guitares de Steve Lukather sont présentes sur la totalité de l'album.

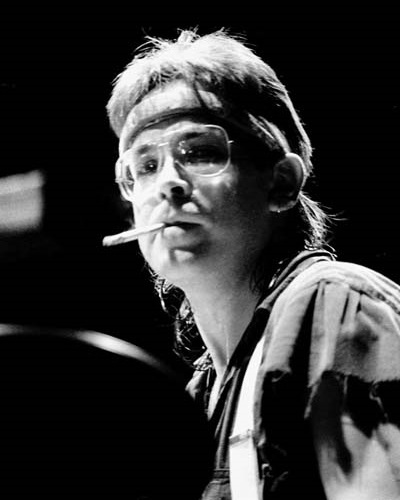
Le groupe dédie le titre Unknown Soldier (For Jeffrey) au batteur Jeff Porcaro, mort en 1992.

Le retour de membres historiques comme Steve Porcaro et Joseph Williams exerce une influence forte sur le son du groupe, qui retrouve son penchant pour rock progressif et le pop rock, voire le jazz. Steve Lukather déclare : « Le groupe retrouve ses racines. Lorsque j’entends ces sons que Steve Porcaro joue, comme lui seul peut le faire, avec David, et moi à leurs côtés ... Tu mets cette combinaison de musiciens dans une pièce et ça sonne comme du Toto classique, même si on est en 2015. » Il ajoute, avec humour, que l'album est « une production odieuse que les gens qui aiment notre musique aimeront vraiment : grosses harmonies, gros synthés, grosses guitares, gros grooves, super virtuosité musicale, et des mélodies classiques de Toto ». Le groupe est habitué à mélanger les genres musicaux et Toto XIV ne fait pas exception.
L'album s'ouvre avec Running Out of Time, un titre de rock progressif où le jeu de guitare de Lukather atteint « un équilibre délicat entre technicité et grâce » et se mêle aux sons des claviers de Steve Porcaro dans une mélodie soignée,. Des riffs de guitare marquent les premières secondes du morceau, car Lukather souhaite une introduction « forte et puissante » pour le disque. Burn, un des premiers titres écrits pour Toto XIV, est un morceau électrique aux nombreux riffs de piano et de synthétiseurs, accompagnés par des chœurs puissants,. La chanson fait référence à un héros qui se trouve « comme dans un jeu de rôles ». Holy War, coécrite par C. J. Vanston, met en avant les influences pop rock du groupe, avec une rythmique vive et des riffs de guitare envoûtants. 21st Century Blues est un morceau blues rock inspiré du dernier album de Steve Lukather, Transition, qui rappelle également les inspirations jazz de Toto pour Steely Dan,. Avec ces deux titres et des paroles engagées, le groupe dénonce les conflits socio-politiques du monde moderne. Orphan est le premier single issu de Toto XIV, pour lequel la fille de Steve Porcaro a réalisé un clip,. Écrit par Joseph Williams et David Paich, c'est à l'origine un morceau aux influences pop et ska qui déplaît fortement à Steve Lukather. Il est par la suite retravaillé en studio par le guitariste, qui tente de cacher son aspect trop « pop et familier ». Unknown Soldier (For Jeffrey) est la première power ballad de l'album. Le « Jeffrey » du titre fait référence à Jeff Porcaro, le premier batteur de Toto, mort en 1992. La chanson traite des batailles de la guerre de Sécession, thème pour lequel il se passionnait de son vivant. David Paich choisit de dédier ce titre au batteur tout en rendant hommage aux soldats morts durant cette période.
The Little Things est la seconde power ballad de l'album, écrite et chantée par Steve Porcaro. Ses paroles évoquent la recherche du bonheur à travers les moments simples, tels que « sourire ou se rappeler d'un bon souvenir ». Chinatown est un morceau écrit par David Paich en 1977, avant la sortie du premier album du groupe. La chanson, aux influences funk, rappelle Georgy Porgy et « le Toto old-school » selon Lukather. All the Tears That Shine est la troisième power ballad de Toto XIV, coécrite par David Paich et Michael Sherwood, qui a déjà collaboré avec le groupe sur l'album Fahrenheit. Fortune propose un retour au rock avec une guitare et une basse prédominantes. L'album se termine avec Great Expectations, un morceau de rock progressif complexe aux arrangements élaborés et changements de tempo fréquents, chanté à la fois par Paich, Lukather et Williams. Great Expectations débute par une introduction au piano lente qui laisse place à un hymne rock explosif. Les parties de basse sont joués par Lukather, qui souhaite rendre hommage à Mike Porcaro. Le guitariste ajoute que la chanson est comme une « petite pièce unique ». Bend, morceau aux sonorités pop écrit par Steve Porcaro et Michael Sherwood, figure en titre bonus sur l'édition japonaise.

### Titre et pochette
Le titre « Toto XIV » est choisi fin décembre 2014, à la suite d'une discussion entre les membres du groupe. Les chiffres romains « XIV » désignent le quatorzième album studio de Toto, en comptant l'album de reprises Through the Looking Glass, mais pas les albums en concert et les compilations. C'est également un moyen pour le groupe de faire référence à Toto IV, son album de 1982. Steve Lukather explique : « C’est un multiple de sept et puis il y a le IV de Toto IV en chiffre romain. C’est une super idée ! N’allons pas à l’encontre de ça ». La pochette de l'album est réalisée par Heather Porcaro, la fille de Steve Porcaro. L'artiste choisit le symbole de l'épée pour représenter la force et le tranchant des chansons du groupe depuis ses débuts,.

## Réception

### Sortie
Trois singles précèdent la sortie de l'album : Orphan, sorti le 5 février 2015, Holy War, le 17 février, et Burn, le 3 mars. Le 15 mars, alors que la sortie du disque est prévue quelques jours plus tard, Steve Porcaro annonce la mort de son frère Mike, emporté par la maladie. Steve Lukather, très affecté, rend de vibrants hommages à son ami disparu.
Toto XIV paraît le 20 mars 2015 en Europe et le 24 mars aux États-Unis. À sa sortie, l'album est disponible en plusieurs formats : une édition classique, un vinyle LP, une édition collector qui contient un making-of et un livret élargi ainsi qu'une édition limitée « Super Deluxe ». Celle-ci comprend les versions vinyle et « Deluxe » ainsi qu'une affiche et un T-shirt du groupe.

### Accueil critique et succès commercial
Toto XIV est plutôt bien accueilli par la critique, y compris la presse en ligne américaine. En effet, Stephen Thomas Erlewine de AllMusic attribue la note de trois étoiles sur cinq et décrit « un album qui reflète ce que ces rockers vétérans ont vu et appris pendant leur quarante ans de carrière ». Roy Rahl, du site Classic Rock Revisited, est plus enthousiaste et lui donne un « A », la note maximale, en soulignant « la qualité de l'écriture des chansons et l'authenticité du jeu de guitare de Lukather ». Cyrille Delanlssays, du site Amarock Magazine, donne la note de quatre étoiles sur cinq et considère que « ce XIV bien ficelé confirme que le temps n’a décidément pas de prise sur cette bande de copains toujours abonnés au songwriting efficace, virtuose et élégant ». Le site russe de Rolling Stone attribue également quatre étoiles sur cinq à l'album. Enfin, Iacopo Mezzano, du site italien Melodic Rock, délivre la note de 8,5 sur 10 et qualifie l'album comme « un morceau brillant et largement satisfaisant d'une discographie unique ».
Toto XIV est un succès commercial : il se classe parmi les dix albums les mieux vendus dans neuf pays en 2015, une réussite telle que Toto n'en a plus connu depuis plus de vingt-cinq ans. Le groupe reste populaire au Japon, où l'album se hisse à la deuxième place des charts. En Europe, Toto XIV est particulièrement apprécié des pays nordiques. Il occupe en effet la quatrième place des charts en Suède, la cinquième en Finlande, la sixième au Norvège et la septième au Danemark. Le succès est moindre aux États-Unis puisque l'album atteint la quatre-vingt-dix-huitième position au Billboard 200 mais se classe dix-huitième dans la catégorie Top Rock Albums.

### Tournée

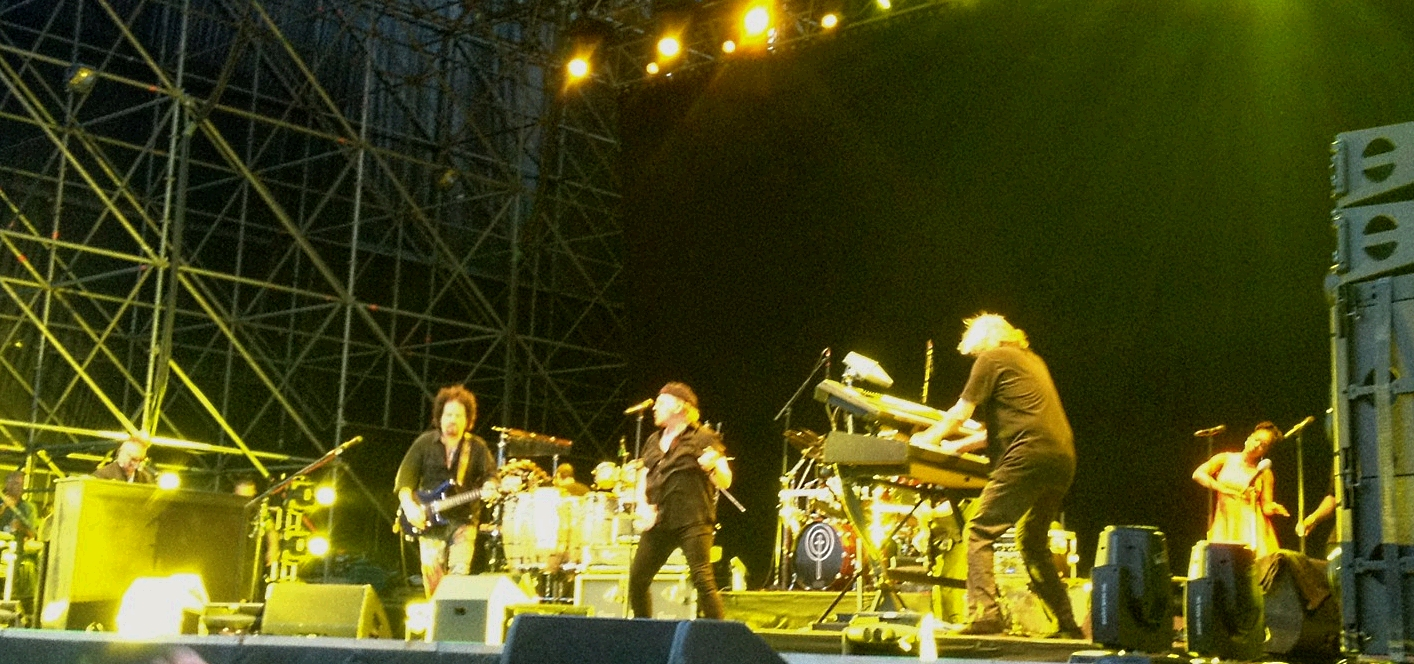
Le groupe en concert à Milan, le 3 juillet 2015.

Toto entame une tournée européenne au mois de mai, qui débute à Glasgow. Depuis 2014, le batteur Keith Carlock, qui travaille en collaboration avec Steely Dan, est provisoirement remplacé par Shannon Forrest. Durant l'été 2015, Toto effectue une tournée nord-américaine de vingt-six concerts en collaboration avec le groupe Yes. C'est au cours de cette période que Toto dépasse la barre des quarante millions de disques vendus depuis 1978. Après quatre mois de tournées, David Hungate choisit d'arrêter sa carrière et cède sa place de bassiste à Leland Sklar, qui redevient membre à part entière du groupe. La formation poursuit sa tournée en 2016 avec vingt-cinq dates supplémentaires, dont huit au Japon. En mai 2016, Toto annonce vingt-et-un concerts aux États-Unis durant l'été.

### Classements
| Pays et classements (2015)         | Meilleure position |
| ---------------------------------- | ------------------ |
| Autriche (Ö3 Austria Top 40)       | 11                 |
| Belgique (Flandre Ultratop)        | 28                 |
| Belgique (Wallonie Ultratop)       | 33                 |
| Tchéquie (IFPI)                    | 10                 |
| Danemark (Tracklisten)             | 7                  |
| Pays-Bas (Mega Album Top 100)      | 2                  |
| Finlande (Suomen virallinen lista) | 5                  |
| France (SNEP)                      | 17                 |
| Allemagne (Media Control AG)       | 4                  |
| Hongrie (Mahasz)                   | 15                 |
| Irlande (IRMA)                     | 75                 |
| Italie (FIMI)                      | 16                 |
| Japon (Oricon)                     | 2                  |
| Norvège (VG-lista)                 | 6                  |
| Suède (Sverigetopplistan)          | 4                  |
| Suisse (Schweizer Hitparade)       | 3                  |
| Royaume-Uni (UK Albums Chart)      | 43                 |
| États-Unis (Billboard 200)         | 98                 |
| États-Unis (Top Rock Albums)       | 18                 |

## Musiciens
- Joseph Williams : chant
- Steve Lukather : guitares, basse (5, 6 et 11) et chant
- David Paich : claviers et chant
- Steve Porcaro : claviers et chant
- David Hungate : basse (3, 4, 7, 8)
- Keith Carlock : batterie

### Musiciens additionnels
- Tim Lefebvre : basse (1)
- Leland Sklar : basse (2)
- Tal Wilkenfeld : basse (9, 10)
- C.J. Vanston : synthétiseurs (1, 2, 4-6, 10, 11), claviers (3), chœurs (2)
- Tom Scott: saxophone (4,8) arrangements des cuivres (4)
- Martin Tillman : violoncelle (6, 7, 11)
- Lenny Castro : percussions (2, 3, 5-10)
- Jamie Savko : chœurs (1, 2, 11)
- Emma Wlliams : chœurs (2)
- Michael McDonald : chœurs (6, 8, 10)
- Amy Keys : chœurs (4, 6, 8, 10)
- Mabvuto Carpenter : chœurs (5, 11)